# 홍원기의 파워토론
홍원기의 파워토론은 OBS경인TV에서 홍원기 아나운서의 진행으로 방송했던 심야 토론 프로그램이다.

## 역사
OBS경인TV 개국 초창기인 2008년 1월 2일에 첫방송을 시작했으며, 원래는 생방송으로 수요일에 방송했으나, 2008년 6월 1일부터 녹화방송으로 전환함과 동시에 일요일로 요일을 이동했다가, 2008년 10월 10일부터 금요일로 요일을 이동하여 방송했으나, 2008년 11월 28일 방송을 마지막으로 폐지되었다.

## 역대 방송시간
| 방송 채널 | 방송 기간                           | 방송 시간                        | 비고   |
| --------- | ----------------------------------- | -------------------------------- | ------ |
| OBS       | 2008년 1월 2일 ~ 2008년 1월 23일    | 매주 수요일 밤 10:30 ~ 밤 12:30  | 생방송 |
| OBS       | 2008년 1월 30일 ~ 2008년 3월 12일   | 매주 수요일 밤 10:35 ~ 밤 12:35  | 생방송 |
| OBS       | 2008년 3월 19일 ~ 2008년 5월 21일   | 매주 수요일 밤 10:00 ~ 밤 12:00  | 생방송 |
| OBS       | 2008년 6월 1일 ~ 2008년 10월 5일    | 매주 일요일 밤 12:00 ~ 새벽 1:40 | 본방송 |
| OBS       | 2008년 10월 10일 ~ 2008년 11월 28일 | 매주 금요일 밤 12:00 ~ 새벽 1:40 | 본방송 |

## 같이 보기
- MBC 100분 토론 (MBC)